# Bulla Felix
Bulla Felix fue un bandolero romano de principios del siglo III d. C., cuyas hazañas contó el historiador Dion Casio.
Muy poco se sabe sobre él, ni siquiera su nombre original, pues la denominación con que es conocido parece un apodo o nombre de guerra: la bulla era una bolsa de amuletos, y felix significa "afortunado" en latín. El imperio romano estaba sumido en una gran crisis: la Peste antonina, entre el 169 y el 180, durante el reinado de Marco Aurelio, acabó con la vida de una tercera parte de la población, puede que incluso más. Los bárbaros aprovecharon para presionar las fronteras y los impuestos crecieron para mantener al ejército, empobreciendo a la población. Dion Casio fecha sus correrías entre los años 205 y 207; según sus datos, formó una nutrida partida o cuadrilla de seiscientos bandoleros que asaltaba las caravanas de productos que abastecían a Roma desde Brundisium (Brindisi), un importante puerto comercial del sureste, y que acudían a la capital del imperio a través de la vía Apia, la regina viarum y la vía Apia trajana. Bulla Felix no era amante de la violencia; cuando quería algo de alguien lo secuestraba, lo persuadía y, una vez conseguido lo que quería, lo liberaba con una suma de dinero como paga; de esta forma se granjeaba además su bienquerencia si llegaba a ser capturado y se le hacía juicio; también exigía el pago de cierta cantidad para no saquear la caravana; y si ese pago se producía, exoneraba a la caravana del robo; si no, se quedaba con todas las mercancías. Muchas de ellas las repartía entre el pueblo empobrecido; muy probablemente no sería solamente por espíritu social, sino para lograr espías, aliados, protección y ayuda llegado el caso y que no lo delataran, ya que se ofrecieron importantes recompensas por su captura. Según Dion Casio,
Nunca era visto donde decían haberlo visto, nunca estaba donde se esperaba encontrarlo, nunca se le capturó cuando se pensaba haberlo capturado, gracias a su astucia y a sus abundantes sobornos.
En un golpe de gran audacia rescató a dos hombres suyos que habían sido condenados a las fieras solo con su labia de consumado estafador, haciéndose pasar por un legado imperial; otra vez engañó a un centurión que lo buscaba, lo condenó a muerte y le perdonó la vida, afeitándole la cabeza como un esclavo y diciéndole: "Cuenta a tus amos que alimenten mejor a sus esclavos si quieren evitar que se conviertan en bandidos". Puso en jaque durante dos años a toda una sección del ejército romano que se dedicó a perseguirlo, por orden del emperador Septimio Severo, al mando de un tribuno que contaba incluso con caballería. La protección del pueblo resguardó al bandido, pero este se acostaba con la mujer de un romano que lo descubrió y obligó a su esposa a decirle el lugar de la cita; este confidente sirvió al fin para que fuera capturado en una cueva de Liguria. Llevado ante el prefecto del Pretorio Papiniano, este exigió saber por qué era un bandido. "Por lo mismo que tú eres prefecto del pretorio", respondió Bulla, dando a entender que el propio Papiniano no era más que un bandido. El encuentro es una variación de un tema narrativo que se encuentra en otros interrogatorios a un renegado social por parte de una figura con autoridad. Se supone que Alejandro Magno le preguntó a un pirata capturado qué lo llevó a amenazar el mar; el hombre respondió: "Lo mismo que te incita a ti a acosar la tierra. Lo hago con un pequeño bote y me llaman bandido; tú lo haces con una gran flota, y te llaman emperador".
Finalmente, Bulla Felix fue condenado a las fieras (damnatio ad bestias), y sin su líder, la pandilla de bandoleros se disolvió. Dion Casio utiliza su historia para comparar la diferencia en estilo de gobierno de dos emperadores: compara el trato justo que el emperador Augusto mostró con el bandolero español Corocotta en el siglo I a. C. con el injusto que se dio a Bulla Felix.